# Сиримонгкол Сингванча
Сиримонгкхон Иамтхуам (также известный как Сиримонгкол Сингванча; 2 июня 1977, провинция Патхумтхани, Таиланд) — тайский боксёр. Чемпион мира в легчайшей (WBC, 1997) и 2-й полулёгкой (WBC, 2002—2003) весовых категориях. Временный чемпион мира в легчайшей весовой категории (WBC, 1996—1997).

## Профессиональная карьера
Дебютировал на профессиональном ринге 18 мая 1994 года, одержав победу по очкам.

### Чемпионский бой сХосе Луисом Буэно
10 августа 1996 года встретился с экс-чемпионом мира во 2-м наилегчайшем весе мексиканцем Хосе Луисом Буэно. На кону стоял титул временного чемпиона мира в легчайшем весе по версии WBC. Сингванча одержал победу техническим нокаутом в 5-м раунде. В январе 1997 года таец был повышен до звания полноценного чемпиона.

### Защиты титула
15 февраля 1997 года победил по очкам Хесуса Сарабиу.
26 апреля 1997 года нокаутировал в 4-м раунде испанца Хавьера Кампанарио.
4 июля 1997 года победил по очкам экс-чемпиона мира в легчайшем весе мексиканца Виктора Рабаналеса.

### Потеря титула
22 ноября 1997 года встретился с экс-чемпионом мира в легчайшем весе японцем Дзёитиро Тацуёси. Сингванча проиграл техническим нокаутом в 7-м раунде и потерял титул.

### Чемпионский бой сКенго Нагасимой
24 августа 2002 года встретился с японцем Кенго Нагасимой в бою за вакантный титул чемпиона мира во 2-м полулёгком весе по версии WBC. Нокаутировал соперника во 2-м раунде.
13 января 2003 года защитил титул, победив по очкам экс-чемпиона мира во 2-м полулёгком весе южнокорейца Чхве Ён Су.

### Потеря титула
15 августа 2003 года встретился с мексиканцем Хесусом Чавесом. Проиграл по очкам и потерял титул.
14 мая 2005 года нокаутировал в 7-м раунде бывшего претендента на титул чемпиона мира в лёгком весе американца Майкла Кларка.

## Проблемы с законом
В августе 2009 года Сингванча был арестован за торговлю наркотиками. В 2011 году вышел из тюрьмы и продолжил боксёрскую карьеру.

## Титулы и достижения

### Мировые
- Временный чемпион мира в легчайшем весе по версии WBC (1996—1997).
- Чемпион мира в легчайшем весе по версии WBC (1997).
- Чемпион мира во 2-м полулёгком весе по версии WBC (2002—2003).

### Региональные и второстепенные
- Титул WBU во 2-м наилегчайшем весе (1995).
- Титул WBU в легчайшем весе (1995—1996).
- Титул WBC Asian Boxing Council во 2-м полулёгком весе (2007).
- Титул PABA в 1-м полусреднем весе (2007—2008).
- Титул WBC Asian Boxing Council Continental в полусреднем весе (2012—2014).
- Титул WBO Asia Pacific в полусреднем весе (2014).
- Титул WBO Asia Pacific в 1-м среднем весе (2014—2015).
- Титул UBO InterContinental в 1-м среднем весе (2017).
- Чемпион Таиланда в полутяжёлом весе (2018).
- Титул WBF в полутяжёлом весе (2024).